# Попов, Михаил Герасимович
Михаил Герасимович Попов (1818—1883) — русский генерал, участник покорения Кавказа и Крымской войны.

## Биография
Родился 12 августа 1818 г., происходил из дворян Пензенской губернии, воспитывался в 1-м кадетском корпусе.
21 марта 1836 г. поступил прапорщиком в Апшеронский пехотный полк, с которым в том же году принял участие в Дагестанском походе против Шамиля; в 1837 г. был при взятии аула Селим-Гирей, в 1838 г. совершил также ряд походов, участвовал 9 июня при обстреливании замка Шамиля Ахульго и в других делах, 20 апреля 1838 г. получил орден св. Анны 4-й степени с надписью «За храбрость», а 22 августа — св. Станислава 3-й степени с бантом и мечами. В 1839 г. Попов находился в отряде генерал-адъютанта П. Х. Граббе, участвовал 12 июня — 24 августа в осаде, штурме и взятии Ахульго и был награждён 17 февраля 1840 г. орденом св. Анны 3-й степени с мечами и бантом.
В 1841 г. Попов, переведённый 6 ноября в гренадерский Франца I-го полк, 29 ноября отличился при занятии отрядом подполковника Пассека Бетлинской горы и при овладении деревней Бетлы и 6 декабря произведён в поручики. Затем в 1842 г. он был при взятии, 20 февраля, завалов и при овладении Гергебилем и мостами на Кази-Кумыке и Кара-Койсу, 7 марта — при покорении селения Гимры, 27 марта — при взятии деревни Дороды и 4 апреля 1844 г. был переведён во Владимирский пехотный полк; 13 марта 1846 г. произведён в капитаны, с 22 декабря 1846 г. по 29 августа 1847 г. прикомандирован был к 1-му Московскому кадетскому корпусу для обучения воспитанников фронтовой службе, 6 июня 1849 г. переведён в егерский (впоследствии 64-й пехотный Казанский) полк батальонным командиром, в 1850 г. переведён в Углицкий егерский, а 27 апреля того же года — в Суздальский пехотный полк.
В 1853 г. произведённый в подполковники, Попов 6 декабря 1854 г. назначен был командующим Углицкого полка, с которым принимал участие в защите Севастополя. Ещё до назначения своего командующим полком он отличился 24 октября 1854 г. в Инкерманском сражении, за что и был награждён орденом св. Владимира 4-й степени с мечами и бантом.
Затем, во время осады, Попов со своим полком 10 и 11 апреля 1855 г., участвовал в вылазке для уничтожения неприятельских мин, подводимых под Камчатский люнет, 19 и 20 апреля — при отражении неприятельского нападения на ложементы впереди редута Шварца, 10 и 11 мая — при отражении генерал-лейтенантом Хрулёвым нападения неприятеля на траншеи между 5-м и 6-м бастионами и, наконец, 5 июня — при отбитии штурма на Севастополь, когда он и был ранен в голову и правое плечо камнями, поднятыми разорвавшейся бомбой. За это последнее дело ему 22 сентября 1855 г. пожалован был орден св. Анны 2-й степени с мечами и императорской короной, а перед тем — 30 августа он был произведён в полковники утверждён командиром Углицкого полка. 26 ноября 1855 г. Попов за беспорочную выслугу 25 лет в офицерских чинах награждён орденом св. Георгия 4-й степени (№ 9663 по списку Григоровича — Степанова).
20 октября 1869 г. Попов получил чин генерал-майора, 9 января 1870 г. назначен помощником начальника 23-й пехотной дивизии, 30 августа 1873 г. — командиром 1-й бригады той же дивизии и 13 мая 1878 г. — начальником 12-й резервной пехотной дивизии. С 24 мая по 12 августа 1880 г. Попов был исполняющим дела начальника войск Виленского военного округа, а 14 августа того же года был назначен командующим 1-й пехотной дивизией, в каковой должности и был утверждён 30 августа вместе с производством в генерал-лейтенанты.
Умер 3 сентября 1883 г.